# Пинью Соуза, Афонсу Гамелаш
Афонсу Гамелаш де Пинью Соуза (порт. Afonso Gamelas de Pinho Sousa; род. 3 мая 2000, Авейру) — португальский футболист, полузащитник клуба «Порту».

## Клубная карьера
Соуза — воспитанник клубов «Бейра-Мар», «Гафанья» и «Порту». 25 августа 2019 года в поединке против «Фаренсе» он дебютировал в Сегунда лиге за дублирующий состав последних. Летом 2020 года Соуза перешёл в «Белененсеш САД», подписав контракт на четрые года. 18 сентября в матче против «Витории Гимарайнш» он дебютировал в Сангриш лиге. 6 декабря в поединке против «Браги» Афонсу забил свой первый гол за «Белененсеш САД».
Летом 2022 года Соуза перешёл в польский «Лех». подписав контракт на четыре года. Сумма трансфера составила 1,2 млн. евро. 16 июля в матче против «Стали» он дебютировал в польской Экстраклассе. 11 августа в поединке квалификации Лиги конференций против исландского «Викингура» Афонсу забил свой первый гол за «Лех». В основном турнире он отметился мячом в ворота итальянской «Фиорентины».

## Международная карьера
В 2023 году в составе молодёжной сборной Португалии Соуза принял участие в молодёжном чемпионате Европы в Румынии и Грузии. На турнире он сыграл в матчах против команд Грузии и Нидерландов.

## Статистика
| Выступление      | Выступление      | Выступление      | Лига | Лига | Кубок | Кубок | Еврокубки | Еврокубки | Другое | Другое | Итого | Итого |
| Клуб             | Лига             | Сезон            | Игры | Голы | Игры  | Голы  | Игры      | Голы      | Игры   | Голы   | Игры  | Голы  |
| ---------------- | ---------------- | ---------------- | ---- | ---- | ----- | ----- | --------- | --------- | ------ | ------ | ----- | ----- |
| → Порту B        | Сегунда лига     | 2019/20          | 21   | 6    | —     | —     | —         | —         | —      | —      | 21    | 6     |
| → Порту B        | Итого            | Итого            | 21   | 6    | —     | —     | —         | —         | —      | —      | 21    | 6     |
| Белененсеш САД   | Примейра-лига    | 2020/21          | 32   | 2    | 3     | 0     | —         | —         | —      | —      | 35    | 2     |
| Белененсеш САД   | Примейра-лига    | 2021/22          | 30   | 1    | 3     | 2     | —         | —         | 1      | 0      | ?     | 3     |
| Белененсеш САД   | Итого            | Итого            | 62   | 3    | 6     | 2     | —         | —         | 1      | 0      | 69    | 5     |
| Лех              | Экстракласа      | 2022/23          | 24   | 4    | 1     | 1     | 8         | 2         | 1      | 0      | ?     | 7     |
| Лех              | Итого            | Итого            | 24   | 4    | 1     | 1     | 8         | 2         | 1      | 0      | 34    | 7     |
| Всего за карьеру | Всего за карьеру | Всего за карьеру | 110  | 13   | 7     | 3     | 8         | 2         | 2      | 0      | 127   | 18    |

1. ↑  Матч в Кубке португальской лиги
2. ↑  Матч за Суперкубок Польши